# Рефранкоре
Рефранкоре (італ. Refrancore, п'єм. Ël Francó) — муніципалітет в Італії, у регіоні П'ємонт,  провінція Асті.
Рефранкоре розташоване на відстані близько 480 км на північний захід від Рима, 55 км на схід від Турина, 12 км на схід від Асті.
Населення — 1639 осіб (2014).
Щорічний фестиваль відбувається 18 вересня. Покровитель — San Dionigi.

## Демографія
Населення за роками:

Станом на 1 січня 2023 року в муніципалітеті офіційно проживали 152 іноземці з 22 країн, серед них 72 громадяни країн Євросоюзу та 4 громадяни України.

## Сусідні муніципалітети
- Асті
- Кастаньоле-Монферрато
- Кастелло-ді-Анноне
- Монтеманьо
- Куаттордіо
- В'яриджі